# 강신명 (축구 선수)
강신명(한국 한자: 姜信明, 1997년 2월 12일 ~ )은 대한민국의 축구 선수이며 포지션은 수비수이다.

## 플레이 스타일
측면 수비수로 안정적인 수비능력과 대인방어 능력을 지녔으며, 오버래핑 시 정확한 크로스 능력을 통해 공격을 지원할 수 있는 능력을 지녔다.